# Turdus leucomelas
Turdus leucomelas е вид птица от семейство Turdidae.

## Разпространение
Видът е разпространен в Аржентина, Боливия, Бразилия, Венецуела, Гвиана, Колумбия, Парагвай, Перу, Суринам, Уругвай и Френска Гвиана.